# Kärleksudden

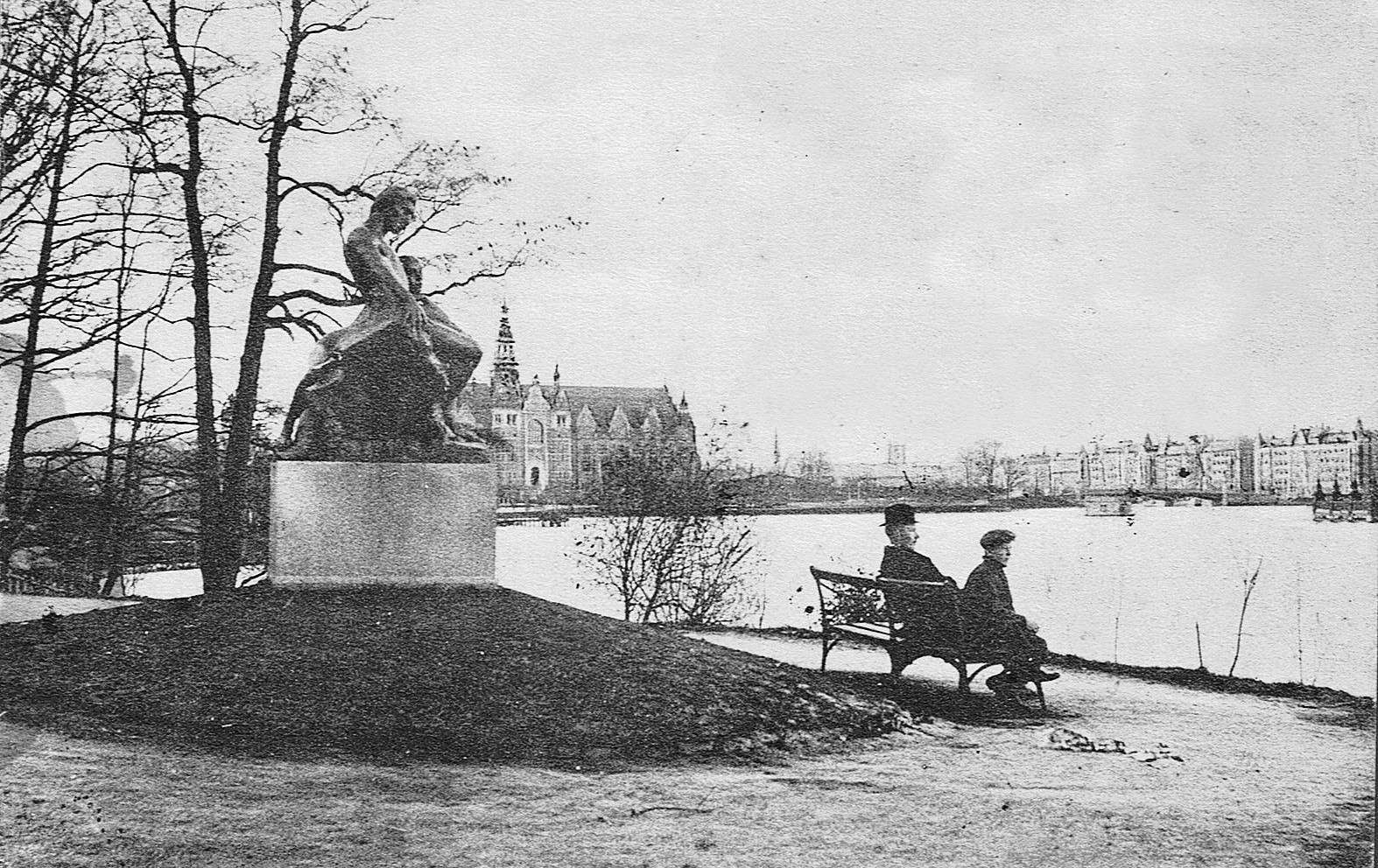
Kärleksudden med "Idyll" invigd 1907.

Kärleksudden kallas en liten udde vid södra sidan av Djurgårdsbrunnsviken på Södra Djurgården i Stockholm.

## Historik

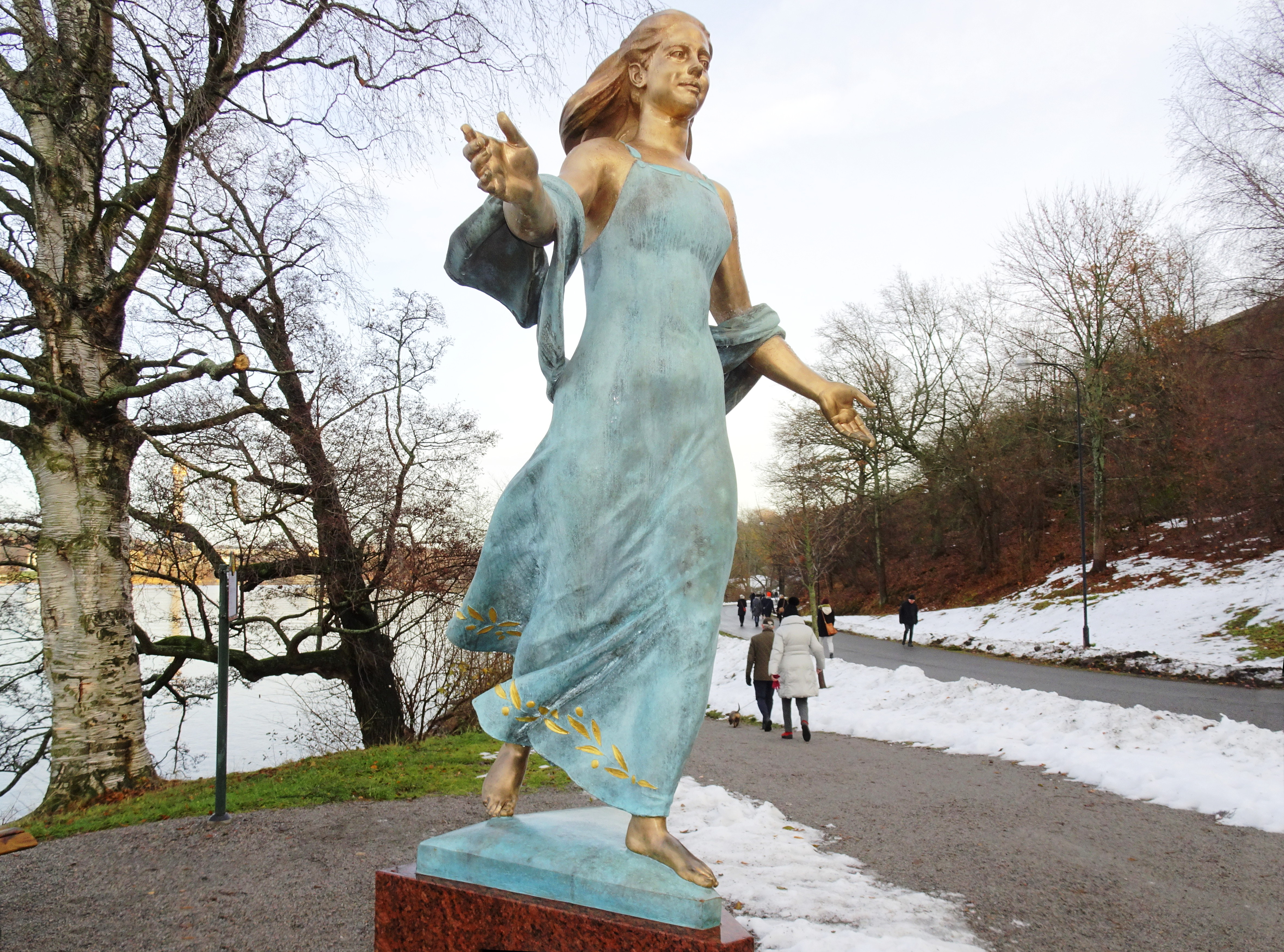
"Kvinnan i fredsarbetet" på Kärleksudden invigd 16 juni 2016.

Kärleksudden ligger nedanför Skansenberget på strandpromenaden längs med Djurgårdsbrunnsvikens södra sida (numera en Hälsans stig) mellan Framnäs udde och Sirishov. Namnet skapades troligen på 1880-talet. Ett tidigare namn var Luntholmen efter ett där beläget lunthus.

## Skulpturer på Kärleksudden
På Kärleksudden restes 1907 statyn Idyll av Christian Eriksson som avbildar ett naket par i avslappnad position. Skulpturen vandaliserades 2008 genom att huvudet på mansfiguren stals. Skulpturgruppen togs därefter bort och ersattes den 16 juni 2016 genom Kvinnan i fredsarbetet skapat av Peter Linde.
Kvinnan i fredsarbetet kom till på initiativ av Svenska läkare mot kärnvapen (SLMK) och restes i samarbete med Kungliga Djurgårdsförvaltningen. Motivet visar en skridande ”fredskvinna” i brons med förgylld kropp på ett postament av röd granit. Där finns två porträttmedaljonger visande Inga Thorsson (1915–1994), och Alva Myrdal (1902–1986). Den senare hedrades 1982 med Nobels fredspris.
Peter Linde stod även för restaureringen av Idyll genom att skapa ett nytt manshuvudet efter fotografier. Såväl Kvinnan i fredsarbetet som restaureringen av Idyll utfördes på Bergmans Konstgjuteri. I juni 2022 återinvigdes den restaurerade Idyll med en ny placering på den namnlösa udden som ligger mellan Kärleksudden och Kaptensudden.